# Berlandiella
Berlandiella là một chi nhện trong họ Philodromidae.